# Yumurtalı ekmek
Yumurtalı ekmek (en turc pa amb ous) és un plat d'ou de la cuina turca semblant al French toast.
Aquest és un aliment d'esmorzar en Turquia i es fa aprofitant els pans durs. Els ous es baten sense separar el rovell del blanc. Les llesques de pa se submergeixen en l'ou batut (de vegades amb sal i espècies) i llet i després es fregeixen en una paella amb oli de cuinar o mantega.
El costum general és acompanyar els pans d'ou amb beyaz peynir i te turc.